# Luisa Guttenberger
Luisa Guttenberger (* 1. Dezember 1998 in Neumarkt in der Oberpfalz) ist eine deutsche Fußballspielerin.

## Karriere

### Vereine
Guttenberger begann in ihrem Geburtsort beim dort ansässigen ASV Neumarkt mit dem Fußballspielen. Im weiteren Verlauf stieß sie zur Jugendabteilung des FC Bayern München, für deren B-Jugendmannschaft sie zuletzt in der Staffel Süd der B-Juniorinnen-Bundesliga 2014/15 15 Punktspiele bestritt. Noch als B-Jugendspielerin bestritt sie für den FC Bayern München II ein Zweitligaspiel. Mit der Einwechslung für Carolin Bader in der 78. Minute am 26. April 2015 (18. Spieltag) bei der 0:3-Niederlage im Auswärtsspiel gegen den 1. FC Saarbrücken kam sie erstmals im Seniorinnenbereich zum Einsatz.
Zur Saison 2015/16 rückte sie in die Zweite Mannschaft auf, für die sie bis Saisonende 2016/17 18 Punktspiele bestritt. Ihr einziges, zugleich erstes Tor im Seniorinnenbereich, gelang ihr am 20. März 2016 (16. Spieltag) bei der 2:3-Niederlage im Heimspiel gegen den 1. FC Saarbrücken mit dem Treffer zum Endstand in der 85. Minute.
Im Jahr 2017 begab sie sich in die Vereinigten Staaten, um an der North Carolina State University in Raleigh ein Studium aufzunehmen. Für das Sport-Team, das Wolfsrudel, bestritt sie während ihres ersten und drei Jahre währenden Aufenthaltes 47 Meisterschaftsspiele in der Atlantic Coast Conference und erzielte vier Tore. Mit der Unterbrechung ihres Studiums und nach Deutschland zurückgekehrt, bestritt sie am 11. und 18. Oktober 2020 zwei Punktspiele für den FC Ingolstadt 04 in der 2. Bundesliga Süd, sowie zwei Spiele im Wettbewerb um den DFB-Pokal. Mit Fortsetzung des Studiums in den Vereinigten Staaten, bestritt sie vom 2. Juli 2021 bis zum 13. November 2022 48 Meisterschaftsspiele, in denen ihr fünf Tore gelangen.
Mit den akademischen Graden Bachelor in Wirtschaftsinformatik und Master in Internationale Beziehungen kehrte sie nach Deutschland zurück und schloss sich am 18. Januar 2023 dem Zweitligisten 1. FC Nürnberg an. Mit ihren 14 Punktspielen vom 5. Februar bis zum 29. Mai trug sie zur zweiten Platzierung und damit zum zweiten Aufstieg des Vereins seit 1999 in die Bundesliga bei. Ihr Bundesligadebüt gab sie am 30. September 2023 (2. Spieltag) bei der 0:6-Niederlage im Auswärtsspiel gegen Bayer 04 Leverkusen mit Einwechslung für Weronika Kaczor in der 46. Minute.

### Auswahl-/Nationalmannschaft
Guttenberger kam in zwei aufeinander folgenden Jahren in Sichtungsturnieren um den DFB-Länderpokal jeweils an der Sportschule Wedau in Duisburg zum Einsatz. Zunächst bestritt sie im April 2014 vier Spiele für die U16-Auswahlmannschaft des Bayerischen Fußball-Verbandes, die allesamt unentschieden endeten und für ein Novum sorgten, und kam später als Spielerin der U18-Auswahlmannschaft des BFV vom 1. bis 4. Oktober 2015 ebenfalls in vier Spielen zum Einsatz, von denen drei torlos endeten.
Guttenberger kam im Kalenderjahr 2015 in sieben Länderspielen für die U17-Nationalmannschaft des DFB zum Einsatz. Sie debütierte als Nationalspielerin am 9. April in Siena beim 6:0-Sieg über die U17-Nationalmannschaft von Belarus im ersten Spiel der 2. EM-Qualifikationsrunde, Gruppe 3. Nachdem sie auch im zweiten und dritten Gruppenspiel, beim 5:1-Sieg über die U17-Nationalmannschaft Tschechiens und beim 5:0-Sieg über die U17-Nationalmannschaft Italiens mitgewirkt hatte, kam sie in allen drei Spielen der Gruppe A zum Einsatz. Zwischen den jeweiligen drei Länderspielen wurde sie auch am 20. Mai in Worms beim 3:1-Sieg im Freundschaftsspiel gegen die U17-Nationalmannschaft Frankreichs eingesetzt.

## Erfolge
- Zweiter der 2. Bundesliga und Aufstieg in die Bundesliga: 2023 und 2025